# Anderson Leite Moraes
Anderson Leite Moraes, mais conhecido como Anderson Leite (São José do Rio Preto, 4 de maio de 1993), é um futebolista brasileiro que atua como volante. Atualmente, defende o Paysandu.

## Carreira

### Iraty
Nascido em São José do Rio Preto, São Paulo, Anderson Leite passou pelas categorias de base do Rio Preto e Iraty. Fez sua estreia oficial no Iraty no dia 6 de março de 2011, no Campeonato Paranaense de 2011. Na ocasião, seu time tinha como rival o Cianorte, em casa, no Estádio Coronel Emílio Gomes. Por outro lado, Anderson Leite participou dos 90 minutos e o resultado culminou na derrota por 2–1. Ao longo do torneio não foi convocado devido à sua juventude e pouca experiência, enquanto o seu clube terminou a competição na quarta posição da tabela com 20 pontos.

### Londrina
Chegou no Londrina em 2011, sendo integrado à equipe profissional em definitivo em 2013. Sua estreia aconteceu em 2 de abril de 2014, em uma vitória por goleada em casa por 4–1 sobre o Atlético Paranaense, pelo Campeonato Paranaense de 2014.
Seu primeiro gol profissional aconteceu em 8 de maio de 2014, quando entrou como substituto em um empate fora de casa por 3–3 com o Grêmio Barueri, pela Copa do Brasil de 2014. Na sua primeira passagem pelo Londrina, participou de 17 partidas e marcou apenas 4 gols, além de participar da equipe que venceu o Campeonato Paranaense de 2014.

### Atlético Goianiense
Em meados de 2015, Anderson Leite foi emprestado ao Atlético Goianiense até o final do ano. Sua estreia pelo clube goiano aconteceu em 5 de junho, quando entrou de titular em uma derrota fora de casa por 3–1 para o Vitória, pela Série B de 2015.
Pelo Atlético Goianiense, teve uma passagem apagada, participando de 10 partidas e marcando nenhum gol.

### Retorno ao Londrina
Terminado o período de empréstimo ao Atlético Goianiense, voltou a Londrina em 2016. Sua estreia foi no dia 3 de fevereiro, onde entrou como substituto aos 81 minutos. O placar foi uma vitória por 2–0 sobre o Toledo, pelo Campeonato Paranaense de 2016. No total ele atingiu a marca de 5 partidas disputadas no torneio, enquanto sua equipe se classificou para a próxima rodada do torneio após conquistar a quinta colocação na tabela. Nas quartas de final, seu clube foi eliminado no campeonato para o Atlético Paranaense.
Marcou seu primeiro gol após seu retorno em 4 de outubro, apesar de muitas polêmicas, marcou o gol da vitória sobre o Bahia em casa por 1–0, pela Série B de 2016. No total, participou de 19 partidas e marcou um gol na sua segunda passagem pelo Londrina.

### Saprissa
Em 5 de janeiro de 2017, foi oficializada a contratação de Anderson Leite ao Deportivo Saprissa, da Costa Rica. Anderson foi contratado por empréstimo por um período de seis meses, com alternativa de prorrogação de contrato em definitivo. Foi bastante aproveitado no clube costarriquenho, fez 24 partidas e marcou dois gols.

### Terceira passagem pelo Londrina
Após uma passagem pelo Deportivo Saprissa, da Costa Rica, Anderson Leite retornou ao Londrina em 2018. Seu retorno aconteceu em 21 de janeiro, quando sua equipe empatou fora de casa por 2–2 com o Foz do Iguaçu, onde até marcou o seu primeiro gol na sua terceira passagem pelo clube paranaense.
Na sua terceira passagem pelo Londrina, participou de 36 partidas e marcou 5 gols, sendo essa a sua passagem aonde se mais destacou pelo clube depois de muitos empréstimos e curtas passagens pelo clube paranaense.

### Chapecoense
Em 26 de janeiro de 2020, foi anunciada a contratação de Anderson Leite para a Chapecoense por um empréstimo até o final da temporada. O jogador tinha recebido antes uma proposta do Guarani, mas optou pelo clube catarinense. Sua estreia aconteceu em 29 de janeiro, entrando como titular em uma derrota em casa para o Juventus-SC por 1–0, pelo Campeonato Catarinense de 2020.
Fez seu primeiro gol pela Chapecoense em 28 de dezembro, em uma vitória por 2–0 em casa contra o Paraná, pela Série B de 2020. No mesmo ano, esteve presente no título inédito da Chapecoense na Série B de 2020.

### Juventude
O Juventude contratou Anderson em julho de 2022, durante a disputa do Campeonato Brasileiro.

### CRB
Em novembro de 2022, o Clube de Regatas Brasil anunciou a contratação de Anderson para a temporada de 2023.

## Títulos
Londrina
- Campeonato Paranaense: 2014
- Campeonato do Interior Paranaense: 2015, 2016, 2019

Chapecoense
- Campeonato Catarinense: 2020
- Campeonato Brasileiro - Série B: 2020

### Prêmios individuais
- Seleção do Campeonato Catarinense:  2021